# Mission der Vereinten Nationen in Osttimor
Die Mission der Vereinten Nationen in Osttimor, kurz UNAMET, von englisch United Nations Mission in East Timor, war eine Beobachtermission der Vereinten Nationen, die das Referendum zur Unabhängigkeit Osttimors von Indonesien überwachen sollte. Die Mission basiert auf der Resolution 1246 des UN-Sicherheitsrates, begann am 11. Juni 1999, wurde am 3. August mit der Resolution 1257 verlängert und etwa zwei Monate nach dem Referendum am 25. Oktober desselben Jahres beendet. Die Bevölkerung Osttimors sprach sich beim Referendum am 30. August 1999 mit deutlicher Mehrheit für die Unabhängigkeit von Indonesien aus. Aufgrund der gewalttätigen Übergriffen von pro-indonesischen Milizen, vor allem nach der Bekanntgabe des Endergebnisses, wurde die UNAMET durch die Internationale Eingreiftruppe INTERFET ersetzt.

## Hintergrund
Indonesien hatte Osttimor 1975 neun Tage nach seiner Unabhängigkeitserklärung von Portugal besetzt und später als 27. Provinz annektiert. Seitdem herrschte in dem Land ein Guerillakrieg. Durch diesen und andere Folgen der Besatzung starben knapp ein Viertel der Bevölkerung. Das Ende der Suhartodiktatur und der wachsende Druck der internationalen Gemeinschaft machten den Weg frei für Verhandlungen zur Lösung des Konflikts. Schließlich einigten sich Indonesien und der Nationalrat des timoresischen Widerstands CNRT auf die Durchführung eines Referendums.

## Mandat

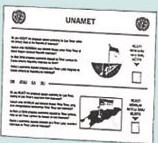
Der Wahlschein war für Analphabeten mit Symbolen gekennzeichnet

Die Mission hatte die Aufgabe, die Volksbefragung auf der Grundlage einer direkten und geheimen Wahl zu organisieren und durchzuführen. Hierbei sollte festgestellt werden, ob die Einwohner Osttimors den vorgeschlagenen Verfassungsrahmen akzeptieren, der eine Sonderautonomie Osttimors innerhalb der unitarischen Republik Indonesien vorsieht, oder ob sie für die Unabhängigkeit Osttimors von Indonesien stimmen würden. Zuständig für die Sicherheit und den friedlichen Ablauf der Wahl war die indonesische Polizei.
Dafür wurden 280 Zivilpolizisten entsendet, die die indonesische Polizei bei der Wahrnehmung ihrer Aufgaben beraten sollten. Außerdem wurde während der Volksbefragung der Transport der Stimmzettel und der Urnen zu und von den Abstimmungslokalen überwacht. Zusätzlich wurden 50 Verbindungsoffiziere im Rahmen der Mission entsendet, die den Kontakt zu den indonesischen Streitkräften wahren sollten, um dem UN-Generalsekretär die Wahrnehmung seiner Aufgaben nach dem Allgemeinen Abkommen und dem Sicherheitsabkommen zu gestatten. Zum persönlichen Bevollmächtigten des UN-Generalsekretärs wurde Jamsheed Marker aus Pakistan berufen.
Als am 8. September vier lokale UNAMET-Mitarbeiter getötet wurden, ordneten die Vereinten Nationen den Abzug an. Nach Zustimmung Indonesiens wurde am 15. September die Entsendung der INTERFET beschlossen.

## Siehe auch

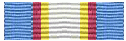
Medaillenspange der UN für UNAMET und UNTAET